# Lycée autrichien de Prague
 (février 2022).
Si vous disposez d'ouvrages ou d'articles de référence ou si vous connaissez des sites web de qualité traitant du thème abordé ici, merci de compléter l'article en donnant les références utiles à sa vérifiabilité et en les liant à la section « Notes et références ».
Le lycée autrichien de Prague (allemand : Österreichisches Gymnasium Prag, OEGP ; tchèque : Rakouské gymnázium v Praze) est un lycée privé de six ans de niveau supérieur (de), conforme au programme scolaire autrichien, situé dans le quartier de Modřany à Prague, la capitale tchèque. Le lycée a été fondé en 1991 et était alors la quatrième école autrichienne à l'étranger (de).

## Histoire
En avril 1991, la ministre autrichienne de l'éducation de l'époque, Hilde Hawlicek, demanda la création d'une école à Prague sur le modèle de l'école autrichienne de Budapest. Des enseignants autrichiens subventionnés furent envoyés et rémunérés par la République d'Autriche.
Créé en 1991 dans le cadre d'un accord culturel entre la République d'Autriche et la Tchécoslovaquie, puis en 1993, la Tchéquie, il a ensuite été intégré au réseau des écoles tchèques.
Les cours ont commencé le 3 septembre 1991 avec 48 élèves dans un bâtiment situé à Drtinova 3, près de l'ambassade d'Autriche dans le quartier de Smíchov, qui abritait auparavant un lycée tchèque. Le premier directeur était Ludwig Sommer.
Comme seuls les écoles ayant leur siège en République tchèque pouvaient recevoir des subventions du budget tchèque, l'association de l'école en République tchèque fut créé en novembre 1999 une société d'utilité publique (de) (o.p.s. = Obecně prospěšná společnost). En conséquence, l'école privée s'appelle officiellement Rakouské gymnázium v Praze, o.p.s. en tchèque.
En 2004, faute de place, l'école a dû déménager dans le quartier de Holešovice, au 1576/14 U Uranie, et en 2013 a eu lieu le premier coup de pioche pour la construction d'un nouveau bâtiment dans le quartier de Modřany, au 2166/2b Na Cikorce. Depuis l'année scolaire 2015/16, les cours sont dispensés dans le nouveau bâtiment scolaire.

## Enseignement
Les deux premières années - qui sont des classes préparatoires pour l'ORG de quatre ans - correspondent aux huitième et neuvième années de l'école primaire tchèque, où les élèves apprennent l'allemand de manière intensive.
L'enseignement se fait principalement en allemand. Les matières telles que le tchèque, la littérature tchèque, l'histoire et l'éducation civique sont enseignées en tchèque et les langues étrangères au programme sont l'anglais, l'espagnol et le français. Après avoir terminé l'école avec succès, les diplômés reçoivent un certificat de maturité autrichien et tchèque.

## Tarif
Les frais de scolarité par élève s'élèvent à 29.000 couronnes tchèques (1.192 euros) par an (situation en 2021).

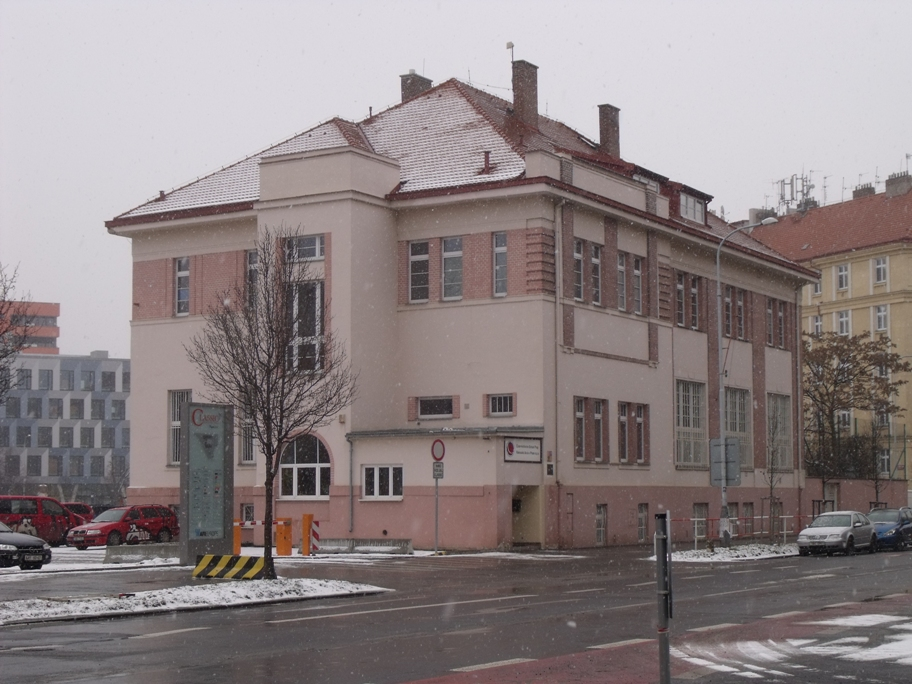
Les anciens locaux dans le quartier de Modřany.